# Leptoneta conimbricensis
Leptoneta conimbricensis är en spindelart som beskrevs av Machado och Ignacio Ribera 1986. Leptoneta conimbricensis ingår i släktet Leptoneta och familjen Leptonetidae.
Artens utbredningsområde är Portugal. Inga underarter finns listade i Catalogue of Life.